# Coppa del Mondo T20 maschile di cricket 2010
La Coppa del Mondo T20 maschile di cricket 2010 è stata la terza edizione del campionato del mondo di cricket in versione Twenty20. Si è disputato nelle Indie Occidentali Britanniche tra il 30 aprile e il 16 maggio 2010. Dodici squadre hanno preso parte alla manifestazione, tra queste i dieci full members dell'International Cricket Council con l'aggiunta di due squadre qualificate.

## Qualificazioni: 2010 ICC World Twenty20 Qualifier

### Gruppo A
| Data             | Luogo                                              | In battuta (nel I innings)   | Al lancio (nel I innings)        | Risultato              |
| ---------------- | -------------------------------------------------- | ---------------------------- | -------------------------------- | ---------------------- |
| 9 febbraio 2010  | DSC Cricket Stadium Dubai, Emirati Arabi Uniti     | Afghanistan 139/8 (20 overs) | Irlanda 126/all out (19.2 overs) | AFG vince di 13 runs   |
| 9 febbraio 2010  | Stadio Sheikh Zayed Abu Dhabi, Emirati Arabi Uniti | Scozia 120/7 (20 overs)      | Stati Uniti 121/4 (20 overs)     | USA vince di 6 wickets |
| 10 febbraio 2010 | Stadio Sheikh Zayed Abu Dhabi, Emirati Arabi Uniti | Afghanistan 131/7 (20 overs) | Scozia 117/9 (20 overs)          | AFG vince di 14 runs   |
| 10 febbraio 2010 | Stadio Sheikh Zayed Abu Dhabi, Emirati Arabi Uniti | Irlanda 202/4 (20 overs)     | Stati Uniti 124/6 (20 overs)     | IRL vince di 78 runs   |
| 11 febbraio 2010 | DSC Cricket Stadium Dubai, Emirati Arabi Uniti     | Afghanistan 135/4 (20 overs) | Stati Uniti 106/7 (20 overs)     | AFG vince di 29 runs   |
| 11 febbraio 2010 | DSC Cricket Stadium Dubai, Emirati Arabi Uniti     | Irlanda 136/7 (20 overs)     | Scozia 99/all out (18.3 overs)   | IRL vince di 37 runs   |

| Squadra     | Seed | G | V | P | NR | NRR    | Pts |
| ----------- | ---- | - | - | - | -- | ------ | --- |
| Afghanistan | 3    | 3 | 0 | 0 | 0  | +0.933 | 6   |
| Irlanda     | 3    | 2 | 1 | 0 | 0  | +1.625 | 4   |
| Stati Uniti | 3    | 1 | 2 | 0 | 0  | –1.684 | 2   |
| Scozia      | 3    | 0 | 3 | 0 | 0  | –0.509 | 0   |

### Gruppo B
| Data             | Luogo                                              | In battuta (nel I innings)           | Al lancio (nel I innings)              | Risultato              |
| ---------------- | -------------------------------------------------- | ------------------------------------ | -------------------------------------- | ---------------------- |
| 9 febbraio 2010  | DSC Cricket Stadium Dubai, Emirati Arabi Uniti     | Canada 142/7 (20 overs)              | Paesi Bassi 146/4 (19.1 overs)         | NED vince di 6 wickets |
| 9 febbraio 2010  | Stadio Sheikh Zayed Abu Dhabi, Emirati Arabi Uniti | Emirati Arabi Uniti 165/5 (20 overs) | Kenya 150/5 (20 overs)                 | UAE vince di 15 runs   |
| 10 febbraio 2010 | DSC Cricket Stadium Dubai, Emirati Arabi Uniti     | Canada 138/9 (20 overs)              | Kenya 141/1 (14.5 overs)               | KEN vince di 9 wickets |
| 10 febbraio 2010 | DSC Cricket Stadium Dubai, Emirati Arabi Uniti     | Paesi Bassi 164/8 (20 overs)         | Emirati Arabi Uniti 168/4 (18.5 overs) | UAE vince di 6 wickets |
| 11 febbraio 2010 | Stadio Sheikh Zayed Abu Dhabi, Emirati Arabi Uniti | Emirati Arabi Uniti 142/7 (20 overs) | Canada 100/all out (15.5 overs)        | UAE vince di 42 runs   |
| 11 febbraio 2010 | Stadio Sheikh Zayed Abu Dhabi, Emirati Arabi Uniti | Kenya 130/all out (19.4 overs)       | Paesi Bassi 133/3 (19.1 overs)         | NED vince di 7 wickets |

| Squadra             | Seed | G | V | P | NR | NRR    | Pts |
| ------------------- | ---- | - | - | - | -- | ------ | --- |
| Emirati Arabi Uniti | 3    | 3 | 0 | 0 | 0  | +0.725 | 6   |
| Paesi Bassi         | 3    | 2 | 1 | 0 | 0  | –0.068 | 4   |
| Kenya               | 3    | 1 | 2 | 0 | 0  | +0.779 | 2   |
| Canada              | 3    | 0 | 3 | 0 | 0  | –1.441 | 0   |

### Super Four
| Data             | Luogo                                          | In battuta (nel I innings)           | Al lancio (nel I innings)                    | Risultato              |
| ---------------- | ---------------------------------------------- | ------------------------------------ | -------------------------------------------- | ---------------------- |
| 12 febbraio 2010 | DSC Cricket Stadium Dubai, Emirati Arabi Uniti | Afghanistan 128/9 (20 overs)         | Paesi Bassi 132/6 (18.5 overs)               | NED vince di 6 wickets |
| 12 febbraio 2010 | DSC Cricket Stadium Dubai, Emirati Arabi Uniti | Irlanda 152/7 (20 overs)             | Emirati Arabi Uniti 130/all out (19.1 overs) | IRL vince di 22 runs   |
| 13 febbraio 2010 | DSC Cricket Stadium Dubai, Emirati Arabi Uniti | Emirati Arabi Uniti 100/9 (20 overs) | Afghanistan 101/6 (19.3 overs)               | AFG vince di 4 wickets |
| 13 febbraio 2010 | DSC Cricket Stadium Dubai, Emirati Arabi Uniti | Irlanda 151/6 (20 overs)             | Paesi Bassi 86/all out (15.3 overs)          | IRL vince di 65 runs   |

| Squadra             | Seed | G | V | P | NR | NRR    | Pts |
| ------------------- | ---- | - | - | - | -- | ------ | --- |
| Irlanda             | 3    | 2 | 1 | 0 | 0  | +1.233 | 4   |
| Afghanistan         | 3    | 2 | 1 | 0 | 0  | +0.100 | 4   |
| Emirati Arabi Uniti | 3    | 1 | 2 | 0 | 0  | –0.244 | 2   |
| Paesi Bassi         | 3    | 1 | 2 | 0 | 0  | –1.105 | 2   |

### Finale
| Data             | Luogo                                          | In battuta (nel I innings) | Al lancio (nel I innings)      | Risultato              |
| ---------------- | ---------------------------------------------- | -------------------------- | ------------------------------ | ---------------------- |
| 13 febbraio 2010 | DSC Cricket Stadium Dubai, Emirati Arabi Uniti | Irlanda 142/8 (20 overs)   | Afghanistan 147/2 (17.3 overs) | AFG vince di 8 wickets |

### Classifica
- Afghanistan: qualificato nel gruppo C in qualità di vincitore della competizione
- Irlanda: qualificata nel gruppo D in qualità di finalista perdente della competizione

## Partecipanti
| Group A                                    | Group B                                      | Group C                                 | Group D                                           |
| ------------------------------------------ | -------------------------------------------- | --------------------------------------- | ------------------------------------------------- |
| Pakistan (1) Bangladesh (9) Australia (10) | Sri Lanka (2) Nuova Zelanda (5) Zimbabwe (X) | Sudafrica (3) India (7) Afghanistan (X) | Indie Occidentali (4) Inghilterra (6) Irlanda (X) |

## Primo turno

### Gruppo A

#### Partite
| Data           | Luogo                                      | In battuta (nel I innings)       | Al lancio (nel I innings)           | Risultato            |
| -------------- | ------------------------------------------ | -------------------------------- | ----------------------------------- | -------------------- |
| 1º maggio 2010 | Beausejour Stadium Gros Islet, Saint Lucia | Pakistan 172/3 (20 overs)        | Bangladesh 151/7 (20 overs)         | PAK vince di 21 runs |
| 2 maggio 2010  | Beausejour Stadium Gros Islet, Saint Lucia | Australia 191/all out (20 overs) | Pakistan 157/all out (20 overs)     | AUS vince di 34 runs |
| 5 maggio 2010  | Kensington Oval Bridgetown, Barbados       | Australia 141/7 (20 overs)       | Bangladesh 114/all out (18.4 overs) | AUS vince di 27 runs |

#### Classifica
| Squadra    | G | V | P | NR | NRR    | Pts |
| ---------- | - | - | - | -- | ------ | --- |
| Australia  | 2 | 2 | 0 | 0  | +1,525 | 4   |
| Pakistan   | 2 | 1 | 1 | 0  | -0,325 | 2   |
| Bangladesh | 2 | 0 | 2 | 0  | -1,200 | 0   |

### Gruppo B

#### Partite
| Data           | Luogo                                 | In battuta (nel I innings)       | Al lancio (nel I innings)        | Risultato                                                                                              |
| -------------- | ------------------------------------- | -------------------------------- | -------------------------------- | --- |
| 30 aprile 2010 | Providence Stadium Georgetown, Guyana | Sri Lanka 135/6 (20 overs)       | Nuova Zelanda 139/8 (19.5 overs) | NZL vince di 2 wickets                                                                                 |
| 3 maggio 2010  | Providence Stadium Georgetown, Guyana | Sri Lanka 173/7 (20 overs)       | Zimbabwe 29/1 (5 overs)          | SRI vince di 14 runs (Metodo D/L) Innings del ZIM ridotto per pioggia, target corretto a 43 in 5 overs |
| 4 maggio 2010  | Providence Stadium Georgetown, Guyana | Zimbabwe 84/all out (15.1 overs) | Nuova Zelanda 36/1 (8.1 overs)   | NZL vince di 7 runs (Metodo D/L) Innings di NZL ridotto per pioggia, target corretto a 29 in 8.1 overs |

#### Classifica
| Squadra       | G | V | P | NR | NRR    | Pts |
| ------------- | - | - | - | -- | ------ | --- |
| Nuova Zelanda | 2 | 2 | 0 | 0  | +0,428 | 4   |
| Sri Lanka     | 2 | 1 | 1 | 0  | +0,355 | 2   |
| Zimbabwe      | 2 | 0 | 0 | 2  | -1,595 | 0   |

### Gruppo C

#### Partite
| Data           | Luogo                                      | In battuta (nel I innings)   | Al lancio (nel I innings)         | Risultato              |
| -------------- | ------------------------------------------ | ---------------------------- | --------------------------------- | ---------------------- |
| 1º maggio 2010 | Beausejour Stadium Gros Islet, Saint Lucia | Afghanistan 115/8 (20 overs) | India 116/3 (14.5 overs)          | IND vince di 7 wickets |
| 2 maggio 2010  | Beausejour Stadium Gros Islet, Saint Lucia | India 186/5 (20 overs)       | Sudafrica 172/5 (20 overs)        | IND vince di 14 runs   |
| 5 maggio 2010  | Kensington Oval Bridgetown, Barbados       | Sudafrica 139/7 (20 overs)   | Afghanistan 80/all out (16 overs) | RSA vince di 59 runs   |

#### Classifica
| Squadra     | G | V | P | NR | NRR    | Pts |
| ----------- | - | - | - | -- | ------ | --- |
| India       | 2 | 2 | 0 | 0  | +1,495 | 4   |
| Sudafrica   | 2 | 1 | 1 | 0  | +1,125 | 2   |
| Afghanistan | 2 | 0 | 2 | 0  | -2,446 | 0   |

### Gruppo D

#### Partite
| Data           | Luogo                                 | In battuta (nel I innings)         | Al lancio (nel I innings)          | Risultato                                                                                                |
| -------------- | ------------------------------------- | ---------------------------------- | ---------------------------------- | --- |
| 30 aprile 2010 | Providence Stadium Georgetown, Guyana | Indie Occidentali 138/9 (20 overs) | Irlanda 68/all out (16.4 overs)    | IOB vince di 70 runs                                                                                     |
| 3 maggio 2010  | Providence Stadium Georgetown, Guyana | Inghilterra 191/5 (20 overs)       | Indie Occidentali 60/2 (5.5 overs) | IOB vince di 8 wickets (Metodo D/L) Innings del IOB ridotto per pioggia, target corretto a 60 in 6 overs |
| 4 maggio 2010  | Providence Stadium Georgetown, Guyana | Inghilterra 120/8 (20 overs)       | Irlanda 14/1 (3.3 overs)           | PARTITA ANNULLATA IRL ridotta a 3.3 overs per pioggia, non possibile applicare il D/L                    |

#### Classifica
| Squadra           | G | V | P | NR | NRR    | Pts |
| ----------------- | - | - | - | -- | ------ | --- |
| Indie Occidentali | 2 | 2 | 0 | 0  | +2,780 | 4   |
| Inghilterra       | 2 | 0 | 1 | 1  | -0,452 | 1   |
| Irlanda           | 2 | 0 | 1 | 1  | -3,500 | 1   |

## Super 8

### Gruppo E

#### Partite
| Data           | Luogo                                      | In battuta (nel I innings)     | Al lancio (nel I innings)        | Risultato              |
| -------------- | ------------------------------------------ | ------------------------------ | -------------------------------- | ---------------------- |
| 6 maggio 2010  | Kensington Oval Bridgetown, Barbados       | Pakistan 147/9 (20 overs)      | Inghilterra 148/4 (19.3 overs)   | ENG vince di 6 wickets |
| 6 maggio 2010  | Kensington Oval Bridgetown, Barbados       | Sudafrica 170/4 (20 overs)     | Nuova Zelanda 157/7 (20 overs)   | RSA vince di 13 runs   |
| 8 maggio 2010  | Kensington Oval Bridgetown, Barbados       | Nuova Zelanda 133/7 (20 overs) | Pakistan 132/7 (20 overs)        | NZL vince di 1 run     |
| 8 maggio 2010  | Kensington Oval Bridgetown, Barbados       | Inghilterra 168/7 (20 overs)   | Sudafrica 129/all out (19 overs) | ENG vince di 39 runs   |
| 10 maggio 2010 | Beausejour Stadium Gros Islet, Saint Lucia | Pakistan 148/7 (20 overs)      | Sudafrica 137/7 (20 overs)       | PAK vince di 11 runs   |
| 10 maggio 2010 | Beausejour Stadium Gros Islet, Saint Lucia | Nuova Zelanda 149/6 (20 overs) | Inghilterra 153/7 (19.1 overs)   | ENG vince di 3 wickets |

#### Classifica
| Squadra       | G | V | P | NR | NRR    | Pts |
| ------------- | - | - | - | -- | ------ | --- |
| Inghilterra   | 3 | 3 | 0 | 0  | +0,962 | 6   |
| Pakistan      | 3 | 1 | 2 | 0  | +0,041 | 2   |
| Nuova Zelanda | 3 | 1 | 2 | 0  | -0,373 | 2   |
| Sudafrica     | 3 | 1 | 2 | 0  | -0,617 | 2   |

### Gruppo F

#### Partite
| Data           | Luogo                                      | In battuta (nel I innings)               | Al lancio (nel I innings)          | Risultato              |
| -------------- | ------------------------------------------ | ---------------------------------------- | ---------------------------------- | ---------------------- |
| 7 maggio 2010  | Kensington Oval Bridgetown, Barbados       | Australia 184/5 (20 overs)               | India 135/all out (17.4 overs)     | AUS vince di 49 runs   |
| 7 maggio 2010  | Kensington Oval Bridgetown, Barbados       | Sri Lanka 195/3 (20 overs)               | Indie Occidentali 138/8 (20 overs) | SRI vince di 57 runs   |
| 9 maggio 2010  | Kensington Oval Bridgetown, Barbados       | Indie Occidentali 169/6 (20 overs)       | India 155/9 (20 overs)             | IOB vince di 14 runs   |
| 9 maggio 2010  | Kensington Oval Bridgetown, Barbados       | Australia 168/5 (20 overs)               | Sri Lanka 87/all out (16.2 overs)  | AUS vince di 81 runs   |
| 11 maggio 2010 | Beausejour Stadium Gros Islet, Saint Lucia | India 163/5 (20 overs)                   | Sri Lanka 167/5 (20 overs)         | SRI vince di 5 wickets |
| 11 maggio 2010 | Beausejour Stadium Gros Islet, Saint Lucia | Indie Occidentali 105/all out (19 overs) | Australia 109/4 (16.2 overs)       | AUS vince di 6 wickets |

#### Classifica
| Squadra           | G | V | P | NR | NRR    | Pts |
| ----------------- | - | - | - | -- | ------ | --- |
| Australia         | 3 | 3 | 0 | 0  | +2,733 | 6   |
| Sri Lanka         | 3 | 2 | 1 | 0  | -0,333 | 4   |
| Indie Occidentali | 3 | 1 | 2 | 0  | -1,281 | 2   |
| India             | 3 | 0 | 3 | 0  | -1,117 | 0   |

## Eliminazione diretta
|  | Semifinali  | Semifinali  | Semifinali |           |             | Finale      | Finale | Finale |  |
|  |             |             |            |           |             |             |        |        |  |
|  | Inghilterra | Inghilterra | 132/3      |           |             |             |        |        |  |
|  | Inghilterra | Inghilterra | 132/3      |           |             |             |        |        |  |
|  | Sri Lanka   | Sri Lanka   | 128/6      |           |             |             |        |        |  |
|  | Sri Lanka   | Sri Lanka   | 128/6      |           | Inghilterra | Inghilterra | 148/3  |        |  |
|  |             |             |            |           | Inghilterra | Inghilterra | 148/3  |        |  |
|  |             |             | Australia  | Australia | 147/6       |             |        |        |  |
|  | Australia   | Australia   | Australia  | Australia | 147/6       | 197/7       |        |        |  |
|  | Australia   | Australia   |            |           |             |             |        |        |  |
|  | Pakistan    | Pakistan    | 191/6      |           |             |             |        |        |  |

### Semifinali
| Data           | Luogo                                      | In battuta (nel I innings) | Al lancio (nel I innings)    | Risultato              |
| -------------- | ------------------------------------------ | -------------------------- | ---------------------------- | ---------------------- |
| 13 maggio 2010 | Beausejour Stadium Gros Islet, Saint Lucia | Sri Lanka 128/6 (20 overs) | Inghilterra 132/3 (16 overs) | ENG vince di 7 wickets |
| 14 maggio 2010 | Beausejour Stadium Gros Islet, Saint Lucia | Pakistan 191/6 (20 overs)  | Australia 197/7 (19.5 overs) | AUS vince di 3 wickets |

### Finale
| Data           | Luogo                                | In battuta (nel I innings) | Al lancio (nel I innings)    | Risultato              |
| -------------- | ------------------------------------ | -------------------------- | ---------------------------- | ---------------------- |
| 16 maggio 2010 | Kensington Oval Bridgetown, Barbados | Australia 147/6 (20 overs) | Inghilterra 148/3 (17 overs) | ENG vince di 7 wickets |